# Systoechus mentiens
Systoechus mentiens är en tvåvingeart som beskrevs av Mario Bezzi 1924. Systoechus mentiens ingår i släktet Systoechus och familjen svävflugor. Inga underarter finns listade i Catalogue of Life.